# Патреш
Патре́ш (болг. Патреш) — село у Великотирновській області Болгарії. Входить до складу общини Павликени.

## Населення
За даними перепису населення 2011 року у селі проживали 512 осіб.
Національний склад населення села:
| Національність   | Кількість осіб | Відсоток |
| ---------------- | -------------- | -------- |
| болгари          | 498            | 99,0%    |
| не визначились   | 3              | 0,6%     |
| Всього відповіли | 503            |          |

Розподіл населення за віком у 2011 році:
Динаміка населення: